# RAS nucléaire rien à signaler

RAS nucléaire rien à signaler est un film documentaire franco-belge d'Alain de Halleux,. 
Il a été sélectionné dans la catégorie « Investigation » du festival international de cinéma Visions du réel de Nyon qui s'est déroulé du 23 au 29 avril 2009 (projeté le 27 avril).
Il a été diffusé sur la chaîne « La Une » de la Radio-Télévision belge de la Communauté française (RTBF) le 2 mai 2009 et sur Arte le 12 mai 2009. 

## Synopsis
Le film est une étude sur l'industrie nucléaire civile européenne. Il fait appel aux témoignages d'employés et de techniciens travaillant dans des centrales nucléaires en France et en Belgique. Il met en évidence les divers dangers inhérents à ce mode de production d'électricité, particulièrement ceux encourus par une catégorie de travailleurs, les intérimaires et les conséquences de certains choix opérés par les entreprises (appel à la sous-traitance) sur leurs conditions de travail et leur santé,.

## Fiche technique
- Réalisateur : Alain de Halleux
- Pays : France, Belgique
- Production : Arte, Crescendo films
- Durée : 52 minutes
- Genre : documentaire
- Dates de diffusion : le 2 mai 2009 sur la chaîne de la RTBF La Une[2] et le 12 mai 2009, à 23 h, sur Arte[7] (rediffusions le 28 mai 2009 à 9 h 55[9] et le 25 mars 2011 à 22 h 15).